# All Dogs Go to Heaven (videogioco)
All Dogs Go to Heaven è un videogioco per MS-DOS e Amiga del 1989, basato sul film di animazione Charlie - Anche i cani vanno in paradiso (All Dogs Go to Heaven) dello stesso anno.

## Modalità di gioco
Il videogioco contiene 10 giochi legati tra loro a formare una storia.
Ci sono tre livelli di difficoltà.
I personaggi principali sono doppiati da Burt Reynolds e Dom DeLouise come nel film di origine.